# シカゴ交響楽団

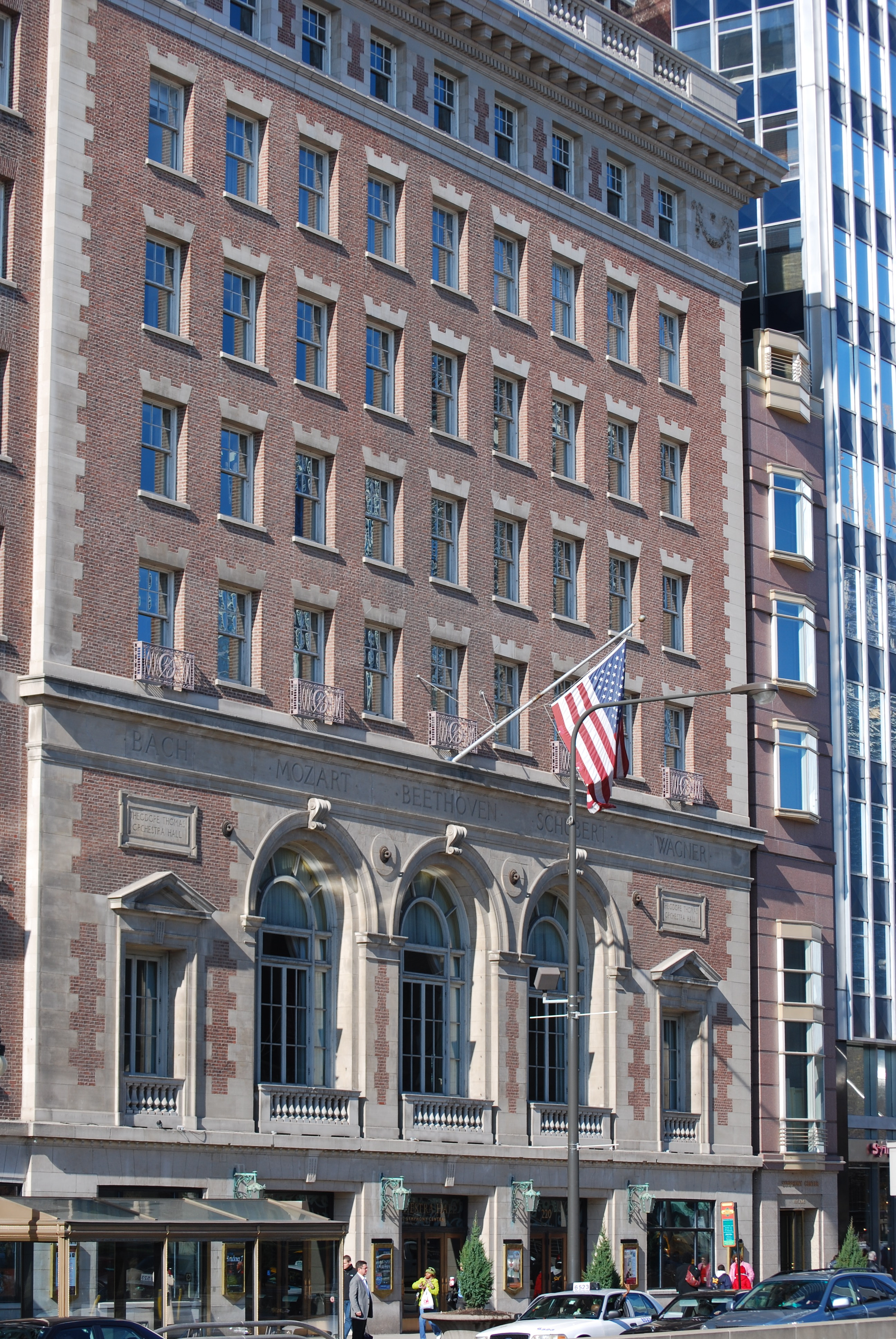
本拠地のオーケストラ・ホール

シカゴ交響楽団（シカゴこうきょうがくだん　英語: The Chicago Symphony Orchestra 略称：CSO）は、アメリカ合衆国イリノイ州シカゴを本拠地とするオーケストラ。

## 概要
「アメリカ5大オーケストラ("Big Five")」の1つとされ、アメリカばかりでなく世界最高のオーケストラの1つとされる。

## 歴史と音楽監督の変遷

### 初代トーマス、第2代ストック時代
創立は1891年、ニューヨーク・フィルハーモニックのヴァイオリン奏者の経歴を持つセオドア・トマスが設立した。初の演奏会は1891年10月16・17日に行われている。初代音楽監督はセオドア・トマス、最初のオーケストラの名称は「シカゴ管弦楽団」（Chicago Orchestra）であった。
初期からブルックナーやリヒャルト・シュトラウスの作品にも力を入れていた。1905年には「セオドア・トマス管弦楽団」に名称を変更するが、当のセオドア・トマスが病気で引退。1906年からはフレデリック・ストックが第2代音楽監督に就任する。1911年にはグスタフ・マーラーを音楽監督に招聘しようとしたが、マーラーの病状もあって叶わず、その代わりストックが「終身音楽監督」に就任している。
ストックはセオドア・トマスの元で副指揮者を務めていた。またマーラーの作品紹介にも力を入れ、オーケストラの名称も1931年に現在の「シカゴ交響楽団」を名乗るようになった。1941年の創立50周年にはストラヴィンスキーの《交響曲ハ調》、コダーイの《管弦楽のための協奏曲》を依嘱し初演している。

### 第3代デフォー、第4代ロジンスキー、第5代クーベリック時代
1942年のストックの死後、第3代音楽監督にはモントリオール交響楽団音楽監督だったデジレ・デフォーが就任する。積極的に現代音楽の紹介に努めたが、シカゴ・トリビューン専属の女性音楽批評家クラウディア・キャシディの痛烈な批評もあり、1947年に辞任する。
第4代音楽監督には、前年にニューヨーク・フィルハーモニー交響楽団で理事会と対立して音楽監督を辞任したアルトゥール・ロジンスキが就任する。ワーグナーの楽劇の演奏会形式での上演、メンデルスゾーンやリヒャルト・シュトラウスの作品のレコーディングでも名盤を残した。しかし1年目にして3万ドルの赤字を出すなどしたため、クビになってしまう。キャシディはロジンスキーを擁護していた。また、当時学生であったトランペット奏者アドルフ・ハーセスをCSOに入団させたのは、実はこのロジンスキーであった。
1948年、第5代音楽監督として当時世界的な巨匠指揮者であったヴィルヘルム・フルトヴェングラーを迎えるべく、内密に交渉を進めていた。しかし、ユダヤ人を弾圧したヒトラー政権下のドイツ（ナチ・ドイツ）にフルトヴェングラーが留まって演奏活動をしていたことから、ユダヤ系の音楽家たちが「フルトヴェングラーが音楽監督になったら、CSOとの共演は行わない」との声明を出し、このプランは消えてしまった（ただし、フルトヴェングラー自身はユダヤ人迫害に加担したことがないばかりか、常にユダヤ系の音楽家を庇護していた。それを知っていたユダヤ系の音楽家ブルーノ・ワルターやユーディ・メニューインはこの声明を支持しなかった）。
1950年、当時まだ36歳だったチェコ人指揮者ラファエル・クーベリックを第5代音楽監督として迎え入れる。マーキュリーにスメタナ、ドヴォルザーク、バルトーク、ブラームスの名盤を残すが、キャシディの批評に嫌気がさしたこともあり辞任した。

### 第6代ライナー時代
1953年、現在のシカゴ交響楽団のヴィルトゥオーソ・オーケストラとしての基礎を築き上げたハンガリー人指揮者フリッツ・ライナーが第6代音楽監督に就任する。ライナーはアンサンブルを練り上げ、首席奏者の入れ替えを積極的に行い（チェロに若き日のヤーノシュ・シュタルケルを招聘したのもライナーである）格段のレベルアップを実現し、シカゴ交響楽団はアメリカ最高のオーケストラのひとつに数えられるようになった。ライナーの治世が、シカゴ交響楽団の第1期黄金時代であったことは確かである。ライナーはシカゴ交響楽団とともにRCAレーベルにおびただしい録音をおこない、中でもバルトーク、ベートーヴェン、リヒャルト・シュトラウス、レスピーギ、リムスキー＝コルサコフ、ブラームス、ドヴォルザーク、チャイコフスキーなどに名盤が残された。キャシディのライナー評も好意的であった。
1957年、ライナーは、合唱指揮者として名声を得ていたマーガレット・ヒリスを招聘してシカゴ交響楽団合唱団を創設した。ヒリスの指揮する同合唱団は1958年3月13・14日にブルーノ・ワルター指揮のモーツァルトのレクイエムによってコンサート・デビューを果たし、さらに同年4月3・4・8日にライナー自身の指揮するヴェルディのレクイエムの演奏に参加した。さらに、1959年3月7日にはライナーの指揮するプロコフィエフのアレクサンドル・ネフスキーによって最初のレコード録音をおこなうなど、着実に発展した。ヒリスはその後、1994年までの37年間にわたって同合唱団を指導することになる。
このようにライナー時代のシカゴ交響楽団は世界の音楽界を瞠目させる輝かしい成果をあげていった。しかし、団員に対する辛辣で厳しいライナーの言動は伝説になるほどであった。国内の演奏旅行などでは非常に高い評価を受け、メンバーの士気も高揚したが、初めての国外演奏旅行（ヨーロッパ）の計画を巡って、関係者間で対立した挙句にライナーが演奏旅行の中止を宣言し、それはライナーと楽員との間に癒しがたい傷を与えた。1962年、ライナーの健康上の理由もあって次シーズンの音楽監督としての契約は更新されず、彼は音楽顧問という立場に退いた。ライナーは翌1963年にニューヨークにおいて死去している。

### 第7代マルティノン時代
1963年、第7代音楽監督としてジャン・マルティノンが就任する。フランス人であったマルティノンは自作を含むフランス音楽に力を入れ、また現代音楽にも明るく、多様な録音をRCAに残した。定期演奏会では現代作品を必ずプログラムに取り入れるなど新しい流れを作っていった。また、楽団の主要レパートリーであったブルックナーやマーラーを指揮しないと公言したなどといわれるが、CSO archivesにマーラー交響曲第3番や第10番の演奏を残している。また当時独裁的な運営形態が強かった楽団理事会に対して、楽団員も組合を組織して対抗する機運が全米的に湧き上がり、その抗争に巻き込まれることとなってしまった。一部の理事の息のかかったマスコミからネガティブな記事を書かれる・楽団員どうしが対立してしまうというような事情が生じ、音楽面・運営面でのマルティノンへの評価は賛否が分かれ、1968年に辞任する。なお、マルティノン時代の1964年から小澤征爾がラヴィニア音楽祭の音楽監督に就任し、多くの録音を残した。
マルティノン辞任からショルティ就任までの1968-69年のシーズンは、副指揮者のアーウィン・ホフマンが音楽監督代行としてつないだ。

### 第8代ショルティ時代
1969年、第8代音楽監督としてゲオルク・ショルティが就任。ショルティは50年代に客演した際、キャシディに酷評されたことがあり、彼女がまだ評論をしていたらシカゴに来ることはなかっただろうと述べている。楽団理事長・GM・組合代表も交代して、楽団の雰囲気も大きく変化した。ショルティは当初、カルロ・マリア・ジュリーニとの共同音楽監督を提案したが、ジュリーニが首席客演指揮者としてショルティを支援する体制となった。またベートーヴェン、ブラームス、マーラー、ブルックナーの交響曲全集をはじめとして多くのジャンルにおいて膨大な録音をデッカに行った。
1970年には、今日でも語り草になっているカーネギー・ホールでのマーラー交響曲第5番の大成功があり、引き続き1971年に行われた念願のヨーロッパ演奏旅行は、ジュリーニも帯同し、ウィーンでのマーラー交響曲第8番の録音も含めた約1.5ヶ月にもわたるイベントであったが、各地で大きな好評を博した。帰国した彼らを市民らが大パレードで歓迎したことは有名である。この出来事以来、シカゴ交響楽団の存在が世界に知られるようになり、Solti/Chicagoという呼ばれ方が定着して楽団員の士気も高まった。
特に70年代後半以降、首席奏者に交代がほとんどないなど安定した実力を発揮し続け、ヨーロッパへもたびたび渡るなど活躍を続けた。そのため、ショルティ時代にはシカゴ交響楽団はライナー時代に次ぐ第2期黄金時代を迎え、世界最高のオーケストラの1つと言われるようになった。グラミー賞の受賞数はおびただしく、受賞したアルバムの抜粋だけで専用アルバムを作ってしまうほどであった。
ショルティとシカゴ交響楽団の来日公演は1977年が初であり、以来1986年、1990年に行っている。

### 第9代バレンボイム時代
ショルティ就任以来の盟友だったGMが亡くなって他の楽団から移籍してきたGMがスタッフを総入れ換えするなどショルティは少しずつ孤立感を抱き（ショルティが相談したロストロポーヴィチの言う通りになった、と自伝に記している）1991年の創立100周年を機にショルティは勇退し、楽団員投票の結果、僅差でアバド、シャイーを抑えて第9代音楽監督にダニエル・バレンボイムが選ばれた。バレンボイムは70年代から客演のみならず多数の録音を行ってきた（殆どがDGであったが、音楽監督就任後はERATOとTELDECに）。音楽監督就任後、モーツァルトのピアノ協奏曲の弾き振りや、リヒャルト・シュトラウスの楽劇《エレクトラ》の演奏会形式での演奏、現代作品の積極的な演奏など新たな機軸のプログラムで演奏を繰り広げ、音楽面でもショルティとのアプローチの違いを打ち出し、楽団へ変化を求めた。しかしながらこの時代の特に後半は、プログラム内容の不人気や固定化した客演奏者陣などで、定期会員が減少し赤字経営に陥った。また、ショルティ時代を支えたベテランメンバーの引退に伴って入団した奏者が試用期間を経て正式団員に採用されない・オーディションに合格しても採用を辞退する人が出るなど今までなら考えられないことも度々起こり、音楽監督バレンボイムに対する評価にも変化がみられ、GMの交代に続いてバレンボイムが音楽監督の契約を延長せず、以後客演も控える旨を発表し、理事会側も基本的に同意するに至った。一時はバレンボイム退任を撤回させたい一部の楽団員が、投票によりその意思を明らかにしようとする動きもあって、団内に波風が立ちかけた。
2006-2007年のシーズンは新音楽監督が決まらずに迎えることになるが、首席客演指揮者のピエール・ブーレーズが人事権などの一部を担う形で、新しいシェフの選考は継続される。2006年シーズンより、ベルナルト・ハイティンクが首席指揮者に、ピエール・ブーレーズが名誉指揮者に就任すること、これらの人選は新しい音楽監督の決定とは別の話であるとの発表が楽団からなされた。

### 第10代ムーティ時代
新GMの熱心なアプローチが実り、2006年秋にリッカルド・ムーティの31年振りとなる復帰公演が予定されたが、ムーティの急病で指揮者・曲目とも変更となった。その代替として2007-2008年シーズンのオープニング・ガラおよびそれに続く定期公演、さらにヨーロッパツアー等の重要公演がムーティに託された。その後も30年以上の空白があったとは思えないほどの客演回数が予定され、シカゴ・トリビューン紙が支持を打ち出すなど、後継候補として最有力視されていた。そして、2008年になり、2010年のシーズンより、ムーティが第10代音楽監督（首席指揮者を含めると第11代）に就任することが発表された。当初ムーティは年齢を理由として契約の更新に否定的だったが、2014年には契約更新を発表した。ムーティは就任直前まではレパートリーを厳選していた傾向にあったが、就任に当たり「アメリカの楽団が指揮者に求めているものは理解している」と述べ、現代音楽初演も多く手掛けるなどレパートリーを拡充している。また刑務所慰問や学校訪問などコミュニティ活動を積極的に実施し、メディアへの露出も活発に行っている。2009年に自主レーベルでリリースしたヴェルディのレクイエムは、同楽団にとって久し振りとなるグラミー賞（クラシック部門最優秀賞）を受賞した。2019年の3月に、楽団員の年金制度などを巡って運営側と楽団員が深刻な対立状態となってストライキに突入したが、ムーティはその早い時期から楽団員のピケに参加するなど楽団員を支持する姿勢を取ってきた。そしてコロナ禍でのオーケストラ自体の活動が休止したこともあり、契約を2023年まで延長している。そして、2022-3年のシーズン終了とともに音楽監督は退任し、終身名誉音楽監督の称号を贈呈された。次のシーズンでは演奏旅行も予定されている。
2024年4月、シカゴ交響楽団は次期（第11代）音楽監督をクラウス・マケラとすることを公表した。マケラは2027年9月に就任する予定とされている。

## 歴代コンサートマスター
- マックス・ベンディックス（1891～1896）
- アーネスト・ウェンデル（1896～1897）
- レオポルド・クラマー（1897～1909）
- ルートヴィヒ・ベッカー（1909～1910）
- ハンス・レッツ（1910～1912）
- ハリー・ワイスバッハ（1912～1921）
- ヤコブ・ゴードン（1921～1930）
- ミッシャ・ミシャコフ（1930～1937）
- ジョン・ウェイチャー（1937～1959）
- シドニー・ハース（1959～1962）
- スティーヴン・スタリック（1963～1967）
- シドニー・ワイス（1967～1972）
- ヴィクター・アイタイ（1967～1986）
- サミュエル・マガド（1972～2007）
- ルーベン・ゴンザレス（1986～1996）
- ロバート・チェン（1999～）

## CSOで自作自演を行った主な作曲家
- リヒャルト・シュトラウス（1902年）
- サン＝サーンス（1906年）
- エルガー（1907年）
- ラフマニノフ（1909年）
- プロコフィエフ（1918年）
- ストラヴィンスキー（1925年）
- ラヴェル（1928年）
- シェーンベルク（1934年）
- バルトーク（1941年）

## 現在
シカゴ交響楽団はアメリカで最も経営効率が良いオーケストラとして知られている。1904年に作られた本拠地のオーケストラ・ホール（座席数2,566）はややドライと思われていたものの音響的に悪くはなかった。マルティノン時代に構造的に老朽化したホールを改築する際、音響も改善しようとして失敗し、本格的にドライなホールとなってしまった。
現在はステージを半円形にして広げたり、ステージ後方にバルコニー席を設けたりしているが、音響の良化には繋がっていない、と話す楽団員も多い。
特に指揮台あたりでは後列からのサウンドがあまり響かないため、その反面として強力なブラス・セクションが継承されてきた。そのメンバーはアドルフ・ハーセス(tp)を始め、ヴィンセント・チコヴィッツ(tp)、エドワード・クラインハマー(バスtrb)、フィリップ・ファーカス(hrn)やフランク・ブロウク(hrn)、アーノルド・ジェイコブス(tb)のような金管の名奏者が揃い、さらにはジェイ・フリードマン(trb)、グレン・ダドソン(trb)、デール・クレヴェンジャー(hrn)、チャールズ・ガイヤー(tp)、フィリップ・スミス(tp)、ジョージ・ヴォスバーグ(tp)、チャールズ・ヴァーノン(バスtrb)、ジーン・ポコーニ(tb)らが次々と加わってきた。
首席トランペットは2001年にハーセスが引退した後、弟子で元4番トランペットからサンフランシスコ響の副首席に移って間もないクレイグ・モリスが採用されたが、試用期間満了前に退団となった。2005年から元フィラデルフィア管の副首席でアトランタ響の首席クリス・マーチンが就任したが、2017年からニューヨークフィルの首席に移って以降、多くの客演首席がトライアルを兼ねて演奏に加わった。そして2019年の来日公演で客演首席を務めたエステバン・バタヤンが首席となった。
ホルンは2013年に首席クレヴェンジャーの引退以来、副首席のダニエル・ギングリッチが代理を務め、2019年に、ダラス響からベルリン・フィル首席になったデビッド・クーパーが首席として採用された。しかしクーパーの契約は2023年シーズン以降、延長しないことになり（契約打ち切りはクーパー本人の希望ではない）、彼はロスフィルに移籍した。ギングリッチは1975年の入団以降の活躍、そしてクレベンジャーの後任を務めた功績をムーティが認めて、私的ではあるが名誉首席の称号を定期公演の中でサプライズ授与した。2024年現在はマーク・アーモンド（元サンフランシスコ交響楽団准首席奏者）が首席を務めている。アーモンドはインペリアル・カレッジ・ロンドンでウィルス学の博士号を取得した呼吸器内科医（病院勤務経験あり）でもある。
近年登場した指揮者は、ピエール・ブーレーズ、ジェームズ・レヴァイン、レナード・スラットキン、ネーメ・ヤルヴィ、クリストフ・エッシェンバッハ、チョン・ミョンフン、シャルル・デュトワ、ベルナルド・ハイティンク、エサ＝ペッカ・サロネン、マイケル・ティルソン・トーマス、クリストフ・フォン・ドホナーニ、プラシド・ドミンゴ（歌手ではなく指揮者として）、最近ではマンフレッド・ホーネックやマリン・オルソップらの客演が良い反響を呼んでいる。2018年にはダニエル・バレンボイムがスメタナの「我が祖国」を客演で指揮している。
日本人では朝比奈隆がブルックナーの《交響曲第5番》《交響曲第9番》、井上道義がマーラーの《交響曲第9番》を、秋山和慶がムソルグスキー《展覧会の絵》を指揮している。2023-24年のシーズンには久石譲と、山田和樹が客演する。